# Tschermakite
La tschermakite (simbolo IMA: Tsr) è un raro minerale del supergruppo dell'anfibolo, all'interno del quale viene collocato nel "gruppo degli anfiboli con W(OH,F,Cl)-dominante" e da lì al sottogruppo degli anfiboli di calcio dove occupa un posto nel "gruppo contenente la radice tschermakite nel nome"; essendo un anfibolo, appartiene agli inosilicati e pertanto alla famiglia minerale dei "silicati", e possiede composizione chimica ☐Ca2(Mg3Al2)(Si6Al2)O22(OH)2.

## Etimologia e storia
Il nome tschermakite è stato proposto nel 1945 da A. N. Winchell in onore del mineralogista austriaco Gustav Tschermak von Seysenegg (1836 - 1927), mineralogista austriaco dell'Università di Vienna che fu uno dei primi a classificare gli anfiboli in relazione ai pirosseni.
A causa delle ridefinizioni del supergruppo degli anfiboli occorse negli anni, il nome tschermakite è stato dato a minerali che oggi sono chiamati in modo differente.
La tschermakite è definita come un membro del gruppo omonimo con Mg>Fe2+ e Al>Fe3+ in posizione C. La tschermakite è stata ridefinita nella pubblicazione del 2012 e bisogna ricordare che:
1. la formula è cambiata da ☐(Ca2)(Mg3AlFe3+)(Al2Si6O22)(OH)2 a ☐(Ca2)(Mg3Al2)(Al2Si6O22)(OH)2. Di conseguenza, tutti i riferimenti bibliografici precedenti al 2012 sulla tschermakite dovrebbero essere controllati per verificare che la condizione Al>Fe3+ sia effettivamente verificata in posizione C. Se Fe3+>Al in posizione C il materiale sarà ferri-tschermakite.

1. nella nomenclatura del 2012 il gruppo degli tschermakiti è definito con C(Al+3++2Ti)> 1,5 apfu (atomi per unità formula), mentre la definizione precedente al 2012 era definita con 5,5 < Si < 6,5 apfu. Questa ridefinizione non cambia la formula, ma molti anfiboli che si qualificano come tschermakite prima del 2012 saranno ora ferro-orneblenda o ferro-ferri-orneblenda.

Va anche notato che prima del 1978 la tschermakite era definita con A+B(Na+K+Ca)<2.5. Poiché la tschermakite contiene spesso meno di 2 apfu di calcio, la letteratura più datata può descrivere gli anfiboli con A(Na+K)>0,5 come tschermakiti; questi sono ora considerati delle pargasiti.

## Classificazione
Nella classica nona edizione della sistematica dei minerali di Strunz, aggiornata dall'Associazione Mineralogica Internazionale (IMA) fino al 2009, la tschermakite è elencata col nome aluminotschermakite ed è collocata nella classe "9. Silicati (germanati)" e da lì nella sottoclasse "9.D Inosilicati"; questa viene ulteriormente suddivisa in base alla struttura cristallina del minerale, in modo tale che la ferro-tschermakite possa essere trovata nella sezione "9.DE Inosilicati con catene doppie di periodo 2, Si4O11; clinoanfiboli" dove forma il sistema nº 9.DE.10.
Tale classificazione resta invariata anche nell'edizione successiva, proseguita dal database "mindat.org" e chiamata Classificazione Strunz-mindat.
Nella Sistematica dei lapis (Lapis-Systematik) di Stefan Weiß la tschermakite si trova nella classe dei "silicati" e nella sottoclasse degli "inosilicati"; qui si trova nella sezione riservata ai minerali con struttura "[Si4O11] a due bande 6-; gruppo degli anfiboli; Ca2-anfiboli" dove forma il sistema nº VIII/F.10.
Anche la classificazione dei minerali secondo Dana, usata principalmente nel mondo anglosassone, elenca la tschermakite nella famiglia dei "silicati"; qui è nella classe degli "inosilicati: catene doppie non ramificate, W=2" e nella sottoclasse degli "inosilicati: catene doppie non ramificate, configurazione anfibolo W=2" dove forma il "gruppo 2, Anfiboli di calcio" con il sistema nº 66.01.03a.

## Abito cristallino
La tschermakite cristallizza nel sistema monoclino nel gruppo spaziale C2/m (gruppo nº 12) con i parametri reticolari a = 9,762(6) Å, b = 17,994(12) Å, c = 5,325(6) Å e β = 105,10(8)°, oltre ad avere 2 unità di formula per cella unitaria.

## Origine e giacitura
La tschermakite si trova nell'eclogite e altre rocce ultramafiche, nelle anfiboliti o altre rocce metamorfiche di grado da medio ad alto.
La tschermakite è piuttosto rara e trovata solo in una manciata di siti sparsi per il mondo. Non è nota la località tipo del minerale.

## Forma in cui si presenta in natura
La tschermakite si trova sotto forma di cristalli prismatici o sul bordo di altri minerali. Il minerale è trasparente con lucentezza vitrea; il colore va dal verde al verde scuro, da verde-nero a nero, ma raramente può essere anche marrone, mentre il colore del suo striscio è grigio-verde chiaro.

## Minerali correlati
Un minerale con composizione simile alla tschermakite è la ferri-tschermakite, un anfibolo non ancora riconosciuto dall'IMA con formula ☐{Ca2}{Mg3Fe3+2}(Al2Si6O22)(OH)2, in cui il ferro trivalente prende il posto dell'alluminio in posizione C. Anch'esso, come la tschermakite, cristallizza nel sistema monoclino ed è catalogato nella decima edizione della classificazione Strunz nel sistema nº 9.DE.10.